# 薩薩水庫
21°50′N 79°22′W / 21.833°N 79.367°W
薩薩水庫是古巴的水庫，位於該國中部，由聖斯皮里圖斯省負責管轄，距離首府聖斯皮里圖斯市10公里，面積113.5平方公里，海拔高度25米，蓄水量7.5億立方米。